# Принцип доверия
Под принципом доверия (англ. Principle of charity) в философии подразумевается интерпретация чужих суждений как рациональных и имеющих наиболее разумную интерпретацию из возможных. В более узком смысле цель этого принципа заключается в избегании приписывания иррациональности, логических противоречий или ложности суждениям, когда существует их рациональная интерпретация.
Нил Уилсон дал этому принципу название в 1958-59 годах. Уиллард Куайн и Дональд Дэвидсон давали другие формулировки этому принципу. Дэвидсон описывал его так — мы извлекаем максимум смысла из слов и мыслей других, когда интерпретируем их таким образом, который подразумевает наибольшую согласованность.
Схожий принцип — принцип гуманизма — был сформулирован Дэниелом Деннетом, который писал, что мы должны предполагать, что убеждения и желания говорящего связаны между собой и с реальностью, и приписывать ему интересы, которые имел бы тот, кто находился в таком же положении.